# ديفيد إي. غرين
ديفيد إي. غرين (بالإنجليزية: David E. Green)‏ هو عالم كيمياء حيوية أمريكي، ولد في 5 أغسطس 1910 في بروكلين في الولايات المتحدة، وتوفي في 8 يوليو 1983 في ماديسون في الولايات المتحدة.